# Wim Schouten
Willem „Wim” Schouten (ur. 5 maja 1878 w Alphen aan den Rijn, zm. 18 stycznia 1941 w Rotterdamie) – holenderski żeglarz, olimpijczyk.
Na regatach rozegranych podczas Letnich Igrzysk Olimpijskich 1928 wystąpił w klasie 6 metrów zajmując 4. pozycję. Załogę jachtu Kemphaan tworzyli również Carl Huisken, Hendrik Fokker, Hendrik Pluijgers i Roelof Vermeulen.